# El Valeyard
El Valeyard es un personaje de la longeva serie británica de ciencia ficción Doctor Who. El Amo lo describe como una amalgama de los aspectos más oscuros del Doctor entre su 12.ª y su última encarnación. En el macroserial The Trial of a Time Lord que abarcaba la totalidad de la temporada 23 clásica, el Alto Consejo de los Señores del Tiempo asigna al Valeyard como fiscal en el juicio del Sexto Doctor, esperando que fuera ejecutado para así eliminar al único testigo de la casi destrucción de la vida en la Tierra que ellos provocaron.

## Historia del personaje
El Valeyard aparece en los cuatro seriales que componen el macroserial de 1986 The Trial of a Time Lord: The Mysterious Planet, Mindwarp, Terror of the Vervoids y The Ultimate Foe. En el cuarto episodio de The Mysterious Planet se señala que "valeyard" significa "letrado fiscal de la corte" en su idioma, aunque el término está obsoleto y es altamente oscuro.
Durante el curso del juicio, el Doctor es acusado de "comportamiento impropio de un Señor del Tiempo" y de trasgredir la Primera Ley del Tiempo. Como fiscal, el Valeyard presenta los eventos de The Mysterious Planet y Mindwarp como extractos de la Matriz, la red informática que sirve como repositorio de todo el conocimiento de todos los Señores del Tiempo. El Valeyard usó esa esos extractos como pruebas del entrometimiento del Doctor en el espacio y el tiempo.
Lo que no se descubre hasta más tarde es que los extractos de la Matriz habían sido manipulados para mostrar al Doctor de la peor forma posible, y el Doctor no podía contradecir algunas de las cosas que se mostraban ya que sus propios recuerdos acerca de los sucesos estaba nublada al desorientarse su memoria por la forma en que fue arrancado del tiempo. La manipulación en The Mysterious Planet llegaba al punto de que algunas escenas en concreto fueron editadas. Se censuraron escenas del mercenario Sabalom Glitz intentando comprar "secretos" al robot Drathro, y en Mindwarp el Valeyard falsificó grandes porciones del extracto. La alteración más significativa fue la intervención de los Señores del Tiempo en los experimentos de trasplante cerebral de Lord Kiv y su científico Crozier. En el extracto de la Matriz, parecía que Yrcanos estaba manipulado para que matara a los Mentores después de que la mente de Kiv hubiera sido trasplantada al cuerpo de la acompañante del Doctor, Peri, y el Doctor aparentemente el Doctor traicionó a Peri para salvarse a sí mismo después de exponerse a una de las máquinas del laboratorio y se alterara su personalidad, lo que resultó en la muerte de Peri.
Cuando el Doctor presentó en su defensa los eventos futuros de Terror of the Vervoids, comenzó a sospechar de que el Valeyard estaba manipulando las pruebas, al ver diferencias entre lo que se mostraba y lo que él había visto con sus propios ojos, pero no tenía pruebas. Se mostraba al Doctor forzado a destruir a los seres medio humanos medio plantas conocidos como los Vervoids cuando se disponían a destruir un crucero espacial. Si se les hubiera permitido alcanzar la Tierra, habrían eliminado toda la vida animal. El Valeyard afirmó que esto significaba que el Doctor había cometido genocidio.
En The Ultimate Foe, el Amo apareció en la Matriz, revelando que era posible infiltrarse en ella. Sabalom Glitz y la futura acompañante del Doctor Mel Bush se presentaron en la Corte para rebatir las acusaciones del Valeyard. Entonces, el Amo reveló que el Valeyard era, en realidad, el propio Doctor, o más bien, una amalgama de los aspectos más oscuros de su naturaleza, en algún punto entre su 12.ª y su última encarnación, de una forma siminal al Vigilante que se manifestó entre el Cuarto y el Quinto Doctor (Logopolis).
También se descubre que el Valeyard está actuando como subordinado del Alto Consejo de los Señores del Tiempo para que cubriera su corrupción en el asunto de Ravalox (The Mysterious Planet). Los "secretos" que Glitz había estado buscando eran información de la Matriz. Ravalox era la Tierra aproximadamente en el año 2000.000 d. C., pero los Señores del Tiempo lo movieron en el espacio, matando a todos los humanos que vivían allí. Para evitar que el Doctor descubriera el secreto y lo revelara, usaron al Valeyard para que intentara que ejecutaran al Doctor bajo el pretexto de un juicio. La recompensa para el Valeyard hubiera sido recibir todas las regeneraciones restantes del Doctor para hacer su existencia real. Sin embargo, el Valeyard hubiera destruido también a todos los miembros de la Corte usando un diseminador de partículas localizado dentro de la Matriz.
El Doctor entra en la Matriz y lucha y derrota al Valeyard en un mundo de ficción creado por él. La Inquisidora revela que Peri en realidad ha sobrevivido y se ha casado con Yrcanos. El Amo y el Valeyard parecen estar atrapados en la Matriz, y el Valeyard aparentemente ha sido destruido por la retroalimentación del diseminador de partículas, pero al final del serial, se muestra que el Valeyard está disfrazado como el Guardián de la Matriz. Lo que sucede con el Valeyard a continuación jamás se ha mostrado en la serie de televisión.
En el episodio de 2013 El nombre del Doctor, la Gran Inteligencia dice que "el Valeyard" es uno de los nombres por los que el Doctor será conocido antes del fin de su vida.